# 沙爾博加德

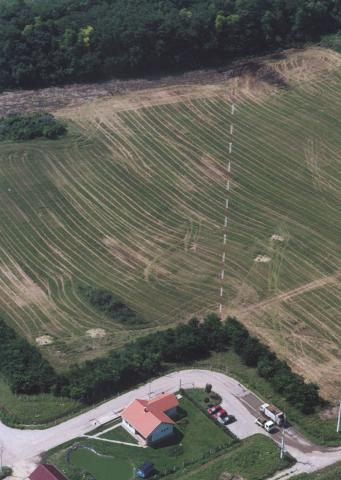

沙爾博加德（匈牙利語：Sárbogárd）是匈牙利的城鎮，位於該國中部，由費耶爾州負責管轄，面積189.34平方公里，每年平均降雨量560毫米，2011年人口12,549，其中約五成居民信奉天主教。

## 友好城市
- 乌克兰 貝內
- 羅馬尼亞 Zetea（英语：Zetea）